# Aruncuta
Aruncuta – wieś w Rumunii, w okręgu Kluż, w gminie Suatu. W 2011 roku liczyła 350 mieszkańców.